# Florida Connection
Florida Connection est la quatorzième histoire de la série de bande dessinée belge Les Casseurs créée par le dessinateur Christian Denayer et le scénariste André-Paul Duchâteau, publiée de no 322 du 10 novembre 1981 à no 336 du 16 février 1982 dans le journal de Tintin et éditée en album cartonné en janvier 1983 par les éditions du Lombard.

## Descriptions

### Personnages
- Al Russel
- Brock
- Le patron

## Publications

### Périodiques
- Tintin : no 322 du 10 novembre 1981[1] à no 336 du 16 février 1982[2]

### Album
- 8 Florida Connection, Éditions du Lombard,  (ISBN 2-8036-0392-6), janvier 1983
Scénario : André-Paul Duchâteau - Dessin : Christian Denayer - Couleurs : Liliane